# Série mondiale de baseball féminin 2001
Navigation
Édition suivante
La Série mondiale de baseball féminin 2001 est la 1re édition de cette épreuve mettant aux prises les meilleures sélections nationales. Elle s'est tenue du 2 au 8 juillet à Toronto au Canada.
Les États-Unis remporte le titre devant le Japon, 9-1 dans une finale disputée au SkyDome des Blue Jays de Toronto.

## Sélections
Quatre équipes participent à cette édition:
- Australie
- Canada
- États-Unis
- Japon

## Format du tournoi
Le premier tour se déroule au format round robin double, chaque équipe affronte les autres deux fois. Les premiers s'affrontent pour la médaille d'Or et les autres pour la médaille de Bronze.
Si une équipe mène de plus de 10 points après le début de la 5e manche ou 12 en 4e manche, le match est arrêté (mercy rule).

## Classement final
| Pl. | Sélection  |
| --- | ---------- |
|     | États-Unis |
|     | Japon      |
|     | Australie  |
| 4e  | Canada     |

## Premier tour
| Date      | Recevant   | Visiteur   | Score  |
| --------- | ---------- | ---------- | ------ |
| 4 juillet | Canada     | Australie  | 8 - 2  |
| 4 juillet | Japon      | États-Unis | 7 - 1  |
| 4 juillet | Japon      | Australie  | 5 - 4  |
| 4 juillet | États-Unis | Canada     | 6 - 2  |
| 5 juillet | Japon      | Canada     | 12 - 2 |
| 5 juillet | États-Unis | Australie  | 5 - 1  |
| 5 juillet | Japon      | États-Unis | 6 - 5  |
| 5 juillet | Canada     | Australie  | 7 - 4  |
| 6 juillet | États-Unis | Canada     | 7 - 4  |
| 6 juillet | Australie  | Japon      | 7 - 6  |
| 7 juillet | Japon      | Canada     | 3 - 0  |
| 7 juillet | Australie  | États-Unis | 7 - 6  |

| Pl. | Équipe     | J | V | D | PM | PC | %    |
| --- | ---------- | - | - | - | -- | -- | ---- |
| 1   | Japon      | 6 | 5 | 1 | 39 | 19 | .833 |
| 2   | États-Unis | 6 | 3 | 3 | 29 | 27 | .500 |
| 3   | Canada     | 6 | 2 | 4 | 23 | 34 | .333 |
| 4   | Australie  | 6 | 2 | 4 | 25 | 37 | .333 |

## Finales
| Match         | Date        | Lieu                  | Recevant   | Visiteur | Score  |
| ------------- | ----------- | --------------------- | ---------- | -------- | ------ |
| Petite-finale | 8 septembre | Stengel-Huggins Field | États-Unis | Canada   | 10 - 0 |
| Finale        | 8 septembre | Tropicana Field       | Australie  | Japon    | 8 - 6  |